# Jan Cornelis Reinier van Hoorn

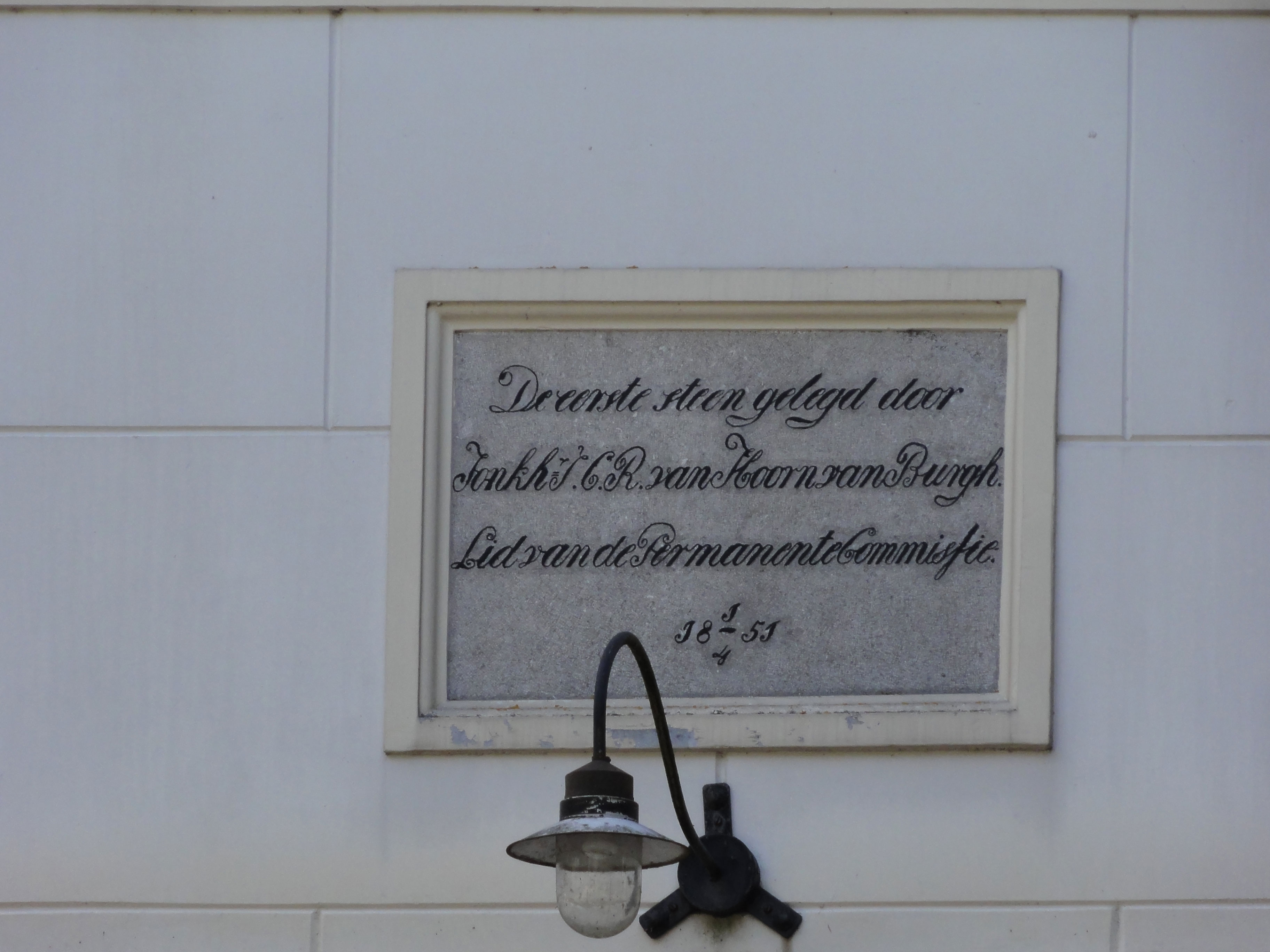
Eerste steen in 1851 gelegd door jhr. Jan Cornelis Reinier van Hoorn van Burgh - bouw van de kerk van Wilhelminaoord

Jan Cornelis Reinier van Hoorn, heer van Burgh en Westland, (Vlissingen, 2 mei 1790 - Den Haag, 5 mei 1862) was een Nederlandse politicus.

## Leven en werk
Jhr. Van Hoorn was een zoon van de Vlissingse regent mr. Nicolaas Johan van Hoorn van Burgh en Isabella Geertruida Verschoor. Van Hoorn was inspecteur van de belastingen in Holland en hoofdinspecteur van het kadaster van Holland. In 1814 werd hij toegelaten tot de Ridderschap van Zeeland. Als lid van de Ridderschap van Zeeland werd hij in 1818 gekozen tot Statenlid. Vanaf 1833 maakte hij deel uit van de Ridderschap van Zuid-Holland. Van 1836 tot 1850 was hij lid van de stedelijke raad van Den Haag. Van 1838 tot 1843 was hij Tweede Kamerlid. In 1842 werd hij benoemd tot lid van de Raad van State. Deze functie vervulde hij tot zijn overlijden in 1863.
Van Hoorn vervulde diverse bestuurlijke functies op maatschappelijk gebied. Hij was onder meer voorzitter van de raad van bestuur van het pensioenfonds voor burgerlijke ambtenaren. Hij was actief binnen de verzekeringsbranche. Daarnaast vervulde hij ook functies binnen de Nederlandse Hervormde Kerk. Hij maakte deel uit van de bestuursorganen van de Maatschappij van Weldadigheid, zowel op plaatselijk als op landelijk niveau. Als secretaris van de permanente commissie van deze Maatschappij legde hij in 1851 de eerste steen van de kerk in de kolonie Wilhelminaoord.
Van Hoorn trouwde op 2 maart 1815 te Voorburg met Catharina Henriette de Wolff, dochter van Cornelis de Wolff en Ivonne Cornelia Theodora van Panhuijs. Hij hertrouwde op 4 november 1854 te Middelburg met Catharina Ludolphina Schroeder. Hij overleed in 1862 op 72-jarige leeftijd te Den Haag. Van Hoorn was commandeur in de Orde van de Nederlandse Leeuw.